# زنان، زن متولد می‌شوند
زنان، زن متولد می‌شوند (به انگلیسی: womyn born womyn) که تغیر یافته کلمه women born women است، یک رویکرد فمینیستی است که بیان می‌کند یک زن برخلاف یک زن ترنس، فقط با اندام زنانه متولد می‌شود. به عبارت دیگر تنها زنان هم‌سوجنسی را بعنوان زن می‌شناسند و زن بودن زنان ترنس را نفی میکند.

## تاریخچه
این اصطلاح در سال‌های ۱۹۶۰ تا ۱۹۹۰ که به موج دوم فمینیسم مشهور است گسترش یافت و بیان می‌کرد یک زن، زن به دنیا می‌آید، دختربزرگ می‌شود و به عنوان یک زن ادامه می‌دهد.
پیش از این تراجنسیتی‌ها و افراد بی‌جنسیت از حضور در مجامع فمینیست‌ها محروم بودند اما پس گسترش این کلمه زنان ترنس نیز از حضور در مجامع زنانه فمینیست‌ها به خصوص جشنواره موسیقی زنان میشیگان محروم شدند.

## عقیده
سیاست «زنان زن متولد می‌شوند» بر این اساس است که تجارب زنان در جوامع مرد سالار مورد تعارض قرار گرفته‌است
هواداران جنبش زنان زن متولد می‌شوند خواستار تهیه فضای امنی هستند که دختران به دور از محدودیت‌های مرد سالاری رشد کنند و عقاید خود را به اشتراک بگذارند دلیل حذف تراجنسیتی‌ها را در این میدانند که این افراد با محدودیت‌های مردسالارانه دختران درگیر نبوده‌اند بلکه به عنوان یک پسر رشد پیدا کرده‌اند. این افراد اینگونه استدلال می‌کنند که تجربیات دختری که تحت شرایط مردسالاری پرورش یافته قابل اشتراک گذاری با یک زن ترنس نیست.
از نمونه‌های اقدامات تحریمی این گروه می‌توان به جشنواره موسیقی زنان میشیگان و مراسم حمایت از زنان و جلوگیری از تجاوز در ونکوور اشاره کرد.

## استدلال‌ها
حامیان جنبش زنان زن متولد می‌شوند اینگونه رفتارهای خود را استدلال می‌کنند:
- بسیاری از زنان ترنس در جامعه به عنوان زن رشد نکرده‌اند و دچار تبعیض‌های جنسیتی که دختران با آن روبرو هستند نشده‌اند و جامعه با آنها به عنوان دختر رفتار نکرده‌است
- تمام زنان ترنس در برخی موارد از برتری مردانه خود استفاده کرده‌اند مخصوصا قبل از شروع به انجام مراحل گذار جنسیت
- تمام مردمی که تحت تبعیض قرار می‌گیرند حق دارند فضا و اجتماعی خصوصی برای خود داشته باشند تا تجربیات خود را منتقل کنند
- اگر سیاست‌ها بر این باشد که زنان ترنس به مراسم‌های زنانه راه پیداکنند، پس باید هر مردی که لباس زنانه بپوشد و رفتار زنانه کند هم امکان حضور داشته باشد.

اما در نقطه مقابل منتقدان این جنبش اینگونه استدلال می‌کنند:
- زنان ترنس با عنوان یک زن یا دختر منتسب نشده اند اما با هویت جنسیتی «زن» رشد کرده‌اند و نباید یک زن درجه دو نسبت به زنانی که با اندام زنانه متولد شده‌اند، در نظر گرفته شوند.
- در نظر گرفتن یک تجربه در گذشته به عنوان امتیاز، به خصوص اگر این امتیاز ناخواسته باشد، بهانه‌ای برای ظلم و ستم در حال نیست.
- اگرچه زنان ترنس با تبعیض به عنوان زن در زمان رشد خود روبرو نبودند اما آنها نیز با تبعیض و سرکوب‌هایی مانند تراجنسیت‌هراسی روبرو هستند.
- بسیاری از زنان ترنس با تبعیض جنسیتی روبرو بوده‌اند حتی اگر با اندام زنانه متولد نشده باشند.
- اگر محروم کردن زنان ترنس به دلیل اینکه آن‌ها از امتیاز مردانگی خود استفاده کرده‌اند صحیح است پس زنان ترنسی که از امتیاز مرد بودن خود استفاده نکرده‌اند نباید محروم شوند و این یک رویکرد دوگانه است.
- حتی اگر حضور زنان ترنس باعث ناراحتی شود، دراینصورت ناراحتی اکثریت دلیل بر رد و نادیده گرفتن اقلیت نیست، این دقیقاً مشابه وضعیتی است که زنان پیش از موج دوم فمینیسم در محیط عمومی داشتند. در گذشته مردان از حضور زنان در محیط کار ناراحت بودند اما این دلیلی بر انکار حقوق زنان نبود.